# Mina Markovič
Mina Markovič (* 23. listopadu 1987, Maribor) je slovinská reprezentantka ve sportovním lezení. Vítězka Světových her, vicemistryně světa, mistryně Evropy a vítězka světového poháru v lezení na obtížnost. Vicemistryně Evropy v boulderingu.

## Výkony a ocenění
- 2013: vítězka Světových her v lezení na obtížnost
- 2013: vicemistryně Evropy v lezení na obtížnost a v boulderingu
- 2014: vicemistryně světa v lezení na obtížnost
- 2015: mistryně Evropy v lezení na obtížnost
- 2011-2015: trojnásobná vítězka světového poháru v lezení na obtížnost
- 2011: Bloudkova plaketa, slovinské státní vyznamenání ve sportu (druhá sportovní lezkyně)
- 2012: Bloudkova cena, nejvyšší slovinské státní vyznamenání ve sportu (druhá sportovní lezkyně)[1]
- 2013 a 2016: ocenění La Sportiva Competition Award[2]
- 2016: druhá nominace na světové hry 2017 v polské Vratislavi za 3. místo na MS

### Sportovní výstupy ve skalách
- 12. prosince 2014: Mind Control, 8c+, Oliana (Španělsko)
- 11. prosince 2014: Humildes pa casa, 8b+, Oliana (Španělsko)

### Závodní výsledky
| Světové hry | Světové hry | Světové hry |
| Rok         | 2013        | 2017        |
| ----------- | ----------- | ----------- |
| Obtížnost   | 1           | nominace    |

| Arco Rock Master | Arco Rock Master | Arco Rock Master |
| Rok              | 2013             | 2016             |
| ---------------- | ---------------- | ---------------- |
| Obtížnost        | 2                |                  |
| Duel             |                  | 6                |

| Mistrovství světa | Mistrovství světa | Mistrovství světa | Mistrovství světa |
| Rok               | 2014              | 2016              | 2018              |
| ----------------- | ----------------- | ----------------- | ----------------- |
| Obtížnost         | 2                 | 3                 | 43-47             |
| Bouldering        |                   |                   | 37-38             |

| Světový pohár         | Světový pohár   | Světový pohár              | Světový pohár             | Světový pohár            | Světový pohár     | Světový pohár         | Světový pohár      | Světový pohár   | Světový pohár       | Světový pohár               | Světový pohár    |
| Rok                   | 2008            | 2009                       | 2010                      | 2011                     | 2012              | 2013                  | 2014               | 2015            | 2016                | 2017                        | 2018             |
| --------------------- | --------------- | -------------------------- | ------------------------- | ------------------------ | ----------------- | --------------------- | ------------------ | --------------- | ------------------- | --------------------------- | ---------------- |
| Obtížnost             | 3               | 5                          | 2                         | 1                        | 1                 | 2                     | 2                  | 1               | 5                   | 6                           | 6                |
| jednotlivě* (20/17/5) | 8,, · ,13, · ,8 | , · 11-12, · 13-14, · 4,19 | , · 4,7,7 · ,10-14        | -2,,5, · , · -2,, · ,-4  | , · , · ,4, · ,4, | , · , · 4,, · ,       | , · , · 5,6, · ,5  | ,6, · , · ,8, · | 4,5,5, · ,-, · 15,6 | 5,5, · 10,15, · 21,8, · 13, | ,,8, 10,5, 12,19 |
|                       |                 |                            |                           |                          |                   |                       |                    |                 |                     |                             |                  |
| Bouldering            | —               | 14                         | 11                        | 5                        | 4                 | 10                    | 16                 | —               | —                   | 0                           | 59               |
| jednotlivě* (2/1/0)   | —               | 14,18, 29-30, 13,10        | 5,13, 21-22,12, -,11-13,6 | ,-,4, · 7,8,5, · 19,11,5 | 8,9, · 12,, · ,6  | 10,-,-, 14,5,5, 18,12 | -,-,-, -,-,7, 5,18 | —               | —                   | 83-86, -,-,-, -,-,-         | ,,21,31          |
|                       |                 |                            |                           |                          |                   |                       |                    |                 |                     |                             |                  |
| Kombinace             | —               | 5                          | 4                         | 1                        | 1                 | 1                     | 2                  | —               | —                   | 13                          |                  |

* poznámka: nalevo jsou poslední závody v roce
| Zimní armádní světové hry | Zimní armádní světové hry | Zimní armádní světové hry |
| Rok                       | 2013                      | 2017                      |
| ------------------------- | ------------------------- | ------------------------- |
| Obtížnost                 | 2                         | 3                         |

| Mistrovství Evropy | Mistrovství Evropy | Mistrovství Evropy | Mistrovství Evropy | Mistrovství Evropy | Mistrovství Evropy | Mistrovství Evropy |
| Rok                | 2006               | 2008               | 2010               | 2013               | 2015               | 2017               |
| ------------------ | ------------------ | ------------------ | ------------------ | ------------------ | ------------------ | ------------------ |
| Obtížnost          | 10-11              | 4                  | 3                  | 2                  | 1                  | 2                  |
| Rychlost           | —                  | —                  | 22                 | 34                 | 32                 | 41-49              |
| Bouldering         | —                  | —                  | 7                  | 2                  | 6                  | 53-55              |

## Galerie

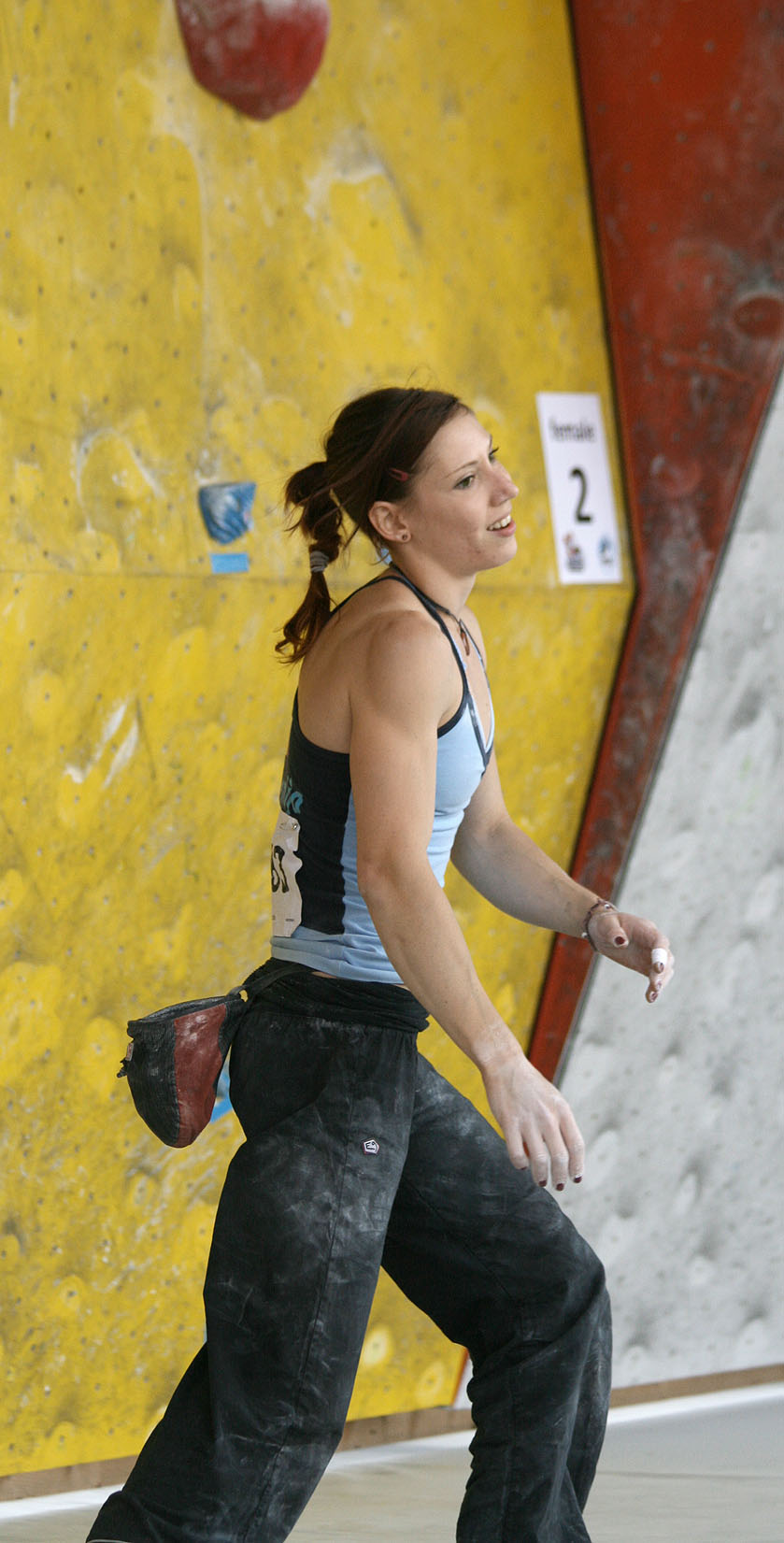
Mina Markovič v semifinále SP 2010 v boulderingu ve Vídni
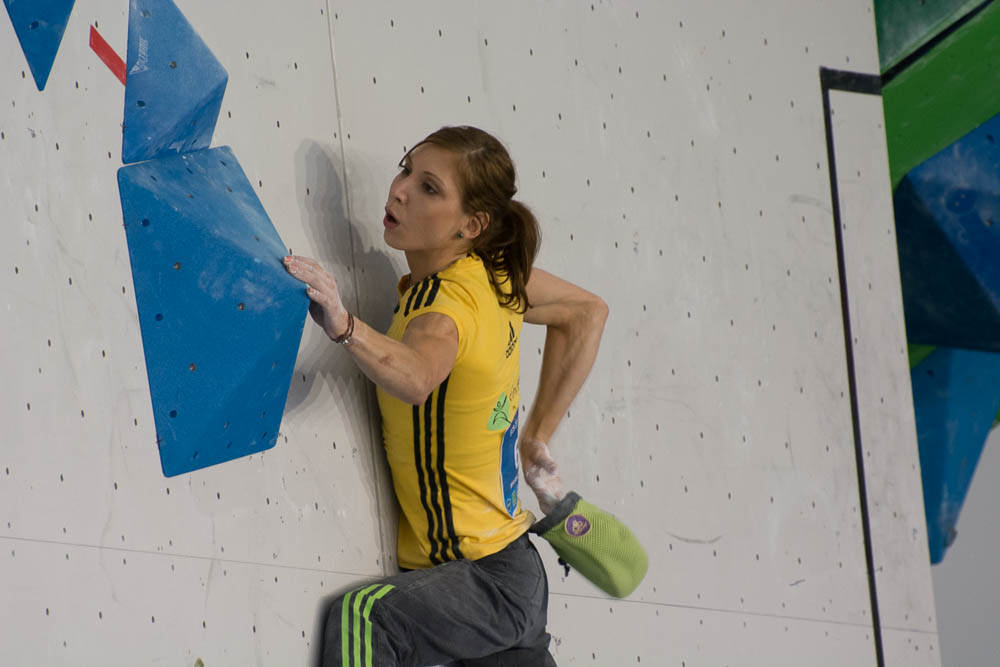
Mina Markovič na ME 2013 v boulderingu v Eindhovenu
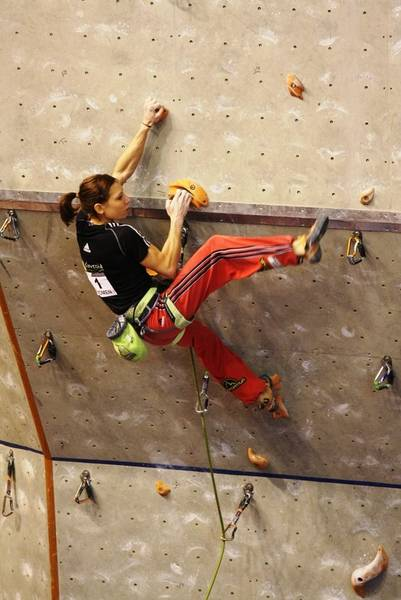
Mina Markovič při lezení na obtížnost v roce 2013